# كريستيان دافيلا
كريستيان دافيلا (بالإسبانية: Christian Dávila)‏ هو لاعب كرة قدم ومدرب كرة قدم بيروفي، ولد في 6 يوليو 1990 في ليما في بيرو، لعب مع الجامعي دي بيرو.

## وصلات خارجية
- كريستيان دافيلا على موقع قاعدة بيانات كرة القدم.إي يو (الإنجليزية)
- كريستيان دافيلا على موقع Soccerway.com (الإنجليزية)